# Зозівська сільська рада
| Зозівська сільська рада — орган місцевого самоврядування у Липовецькому районі Вінницької області з адміністративним центром у c. Зозів. Сільській раді підпорядковані населені пункти: - c. Зозів - с. Олександрівка |

## Склад ради
Рада складається з 16 депутатів та голови.

## Керівний склад сільської ради
| ПІБ                        | Основні відомості                                                         | Дата обрання | Дата звільнення |
| -------------------------- | ------------------------------------------------------------------------- | ------------ | --------------- |
| Калінчук Григорій Іванович | Сільський голова, 1952 року народження, освіта, безпартійний              | 26.03.2006   | 31.10.2010      |
| Некрут Наталія Миколаївна  | Сільський голова, 1961 року народження, освіта вища, член Партії регіонів | 31.10.2010   |                 |

Примітка: таблиця складена за даними джерела